# Glazig waskorstje
Het glazig waskorstje (Stypella subhyalina) is een schimmel behorend tot de orde Auriculariales. Het komt voor op takken van dode loofbomen of -struiken.

## Kenmerken
Deze schimmel is in het veld meestal goed te herkennen. Het is een dun, loofhout-bewonend, resupinaat, ± glad, grijzig trilkorstje. Witte insluitsels zijn vaak aanwezig. De soort kan verward worden met slijmerig waskorstje (Bourdotia galzinii) en de zeldzame Heteroacanthella acanthophysa (beide zonder witte insluitsels). Om zekerheid te verkrijgen, moeten deze soorten, zeker wanneer geen witte insluitsels aanwezig zijn, onder de microscoop. Het glazig waskorstje heeft verspreide, onopvallende subulate cystidia (die soms ontbreken), sferopedunculate (=myxarioïde), kleine (8–12 × 6,5–10 μm) basidia en sporen van 5,5–10 × 3-5 μm, terwijl beide andere soorten hier microscopisch duidelijk van verschillen.

## Verspreiding
In Nederland komt het glazig waskorstje zeldzaam voor. Het staat niet op de rode lijst en is niet bedreigd.